# 熊本県立菊池高等学校
熊本県立菊池高等学校（くまもとけんりつ きくちこうとうがっこう, Kumamoto Prefectural Kikuchi High School）は、熊本県菊池市隈府にある県立の高等学校。通称は「きっこう」。

## 概要
歴史
1908年（明治41年）に開校した隈府町外十一カ村組合立菊池女学校（後に高等女学校）を前身とする。2008年（平成20年）に創立100周年を迎えた。
学区
- 普通科 - 県北学区[2][3]（荒尾市・玉名市・山鹿市・菊池市・阿蘇市・玉名郡・阿蘇郡・菊池郡大津町・熊本市のうち植木町）と合志市
- 商業科 - 熊本県全域

設置課程・学科
全日制課程 普通科・商業科の2学科
校訓
「汗と夢」
校歌
3番まである。校名は歌詞に登場しない。
同窓会
「菊朋会」と称している。

## 沿革
- 1908年（明治41年）9月23日 - 「隈府町外十一カ村組合立菊池女学校」が開校。
- 1911年（明治44年）3月27日 - 「隈府町外十一カ村組合立菊池実科高等女学校」（本科・選科）に改称。
- 1920年（大正9年）3月31日 - 「熊本県菊池高等女学校」に改称。
- 1923年（大正12年）4月1日 - 県立移管に伴い、「熊本県立隈府高等女学校」と改称。
- 1933年（昭和8年）4月1日 - 「熊本県立菊池高等女学校」と改称。
- 1948年（昭和23年）4月1日 - 学制改革により、「熊本県立菊池高等学校」（現校名、男女共学[5]）と改称。全日制普通科を設置。
- 1949年（昭和24年）4月1日 - 熊本県立菊池農蚕高等学校を統合し、「熊本県立菊池総合高等学校」と改称。
  - 全日制 普通科・農業科・養蚕科の3科体制となる。
- 1953年（昭和28年）4月1日 - 農業科・養蚕科が分離し、熊本県立菊池農蚕高等学校（1964年統合により現:熊本県立菊池農業高等学校）として独立。これに伴い、校名を「熊本県立菊池高等学校」に戻す。
- 1956年（昭和31年）2月11日 - 本館がすべて完成。
- 1959年（昭和34年）
  - 4月11日 - 火災により、校舎の大半を焼失。
  - 4月24日 - 体育館が完成。
- 1960年（昭和35年）9月 - 新校舎が完成。
- 1962年（昭和37年）4月 - 商業科を新設。
- 1971年（昭和46年）5月 - 武道場が完成。
- 1972年（昭和47年）3月 - プールが完成。
- 1974年（昭和49年）7月 - 図書館が完成。
- 1976年（昭和51年）12月15日 - サーキットトレーニング設備を設置。
- 1977年（昭和52年）3月 - 体育クラブ室が完成。
- 1978年（昭和53年）3月 - 第二体育館が完成。
- 1989年（平成元年）3月 - セミナーハウスが完成。

## 学校行事
3学期制
1学期
- 5月 - 菊翔祭体育の部（体育祭）

2学期
- 10月 - 菊翔祭文化の部（文化祭）

3学期

## 部活動
体育系
- ボクシング部
- 剣道部
- ボート部
- バドミントン部
- サッカー部
- バレーボール部
- ソフトテニス部
- バスケットボール部
- 野球部
- 水泳部
- 日本拳法部

文化系
- 食物部
- 茶道部
- 華道部
- 科学部
- 吹奏楽部
- 書道部
- 図書文芸部
- 放送部
- 演劇部
- 写真部
- 美術部
- ビジネスコンピュータ部

## 著名な出身者
- 荒木義行（合志市長、元熊本県議会議員）
- 江頭実（菊池市長、元スイス富士銀行社長）
- 菊川滋（元技監、元国土交通省道路局長、元関東地方整備局長）
- 濱口和久（拓殖大学大学院地方政治行政研究科特任教授・同大学防災教育研究センター長、東京大学災害対策トレーニングセンター講師）
- 平山正剛（弁護士、元日本弁護士連合会会長）
- 坂口千仙（元プロ野球選手）
- 松永栄治（元名古屋高等検察庁検事長、元法務省法務総合研究所長）
- 岩下尚史 (作家、國學院大學客員教授)

## 交通アクセス
最寄りのバス停
- 九州産交バス「立町」バス停

最寄りの道路
- 大分県道・熊本県道133号鯛生菊池線
- 国道387号（日田街道）、「立町交差点」

## 周辺
- 菊池幼稚園
- 菊池市立隈府小学校
- 菊池市立菊池北小学校
- 菊池市立菊池北中学校
- 私立菊池女子高等学校
- 菊池市役所
- 菊池警察署
- 熊本県菊池総合庁舎
- 菊池保健所
- 菊池城跡